# 1990 aux États-Unis
Pour des articles plus généraux, voir Chronologie des États-Unis et 1990.
Chronologie des États-Unis
- 1986
- 1987
- 1988
- 1989
- 1990
- 1991
- 1992
- 1993
- 1994

Cette page concerne des événements d'actualité qui se sont produits durant l'année 1990 du calendrier grégorien aux États-Unis.

## Gouvernement
- Président : George H. W. Bush
- Vice-président : Dan Quayle
- Secrétaire d'État : James Baker
- Chambre des représentants - Président : Tom Foley (Parti démocrate)

## Événements
- 26 juillet : Americans with Disabilities Act. Loi fédérale sur l'intégration des personnes handicapées dans la société. Elle oblige le secteur privé et les collectivités locales à opérer des modifications sur les bâtiments construits pour faciliter l'accès des personnes handicapées. Des mesures sont prises pour faciliter l'emploi des personnes handicapées dans l'entreprise. Des sanctions sont également prévues en cas de discrimination manifeste.
- 2 août : Guerre du Golfe : l'Irak envahit et occupe militairement le Koweït voisin. Le président George H. W. Bush condamne immédiatement l’offensive irakienne.
- 6 août : devant le refus de Saddam Hussein de retirer ses troupes, le président George H. W. Bush signe l'ordre d'engagement de l'opération « Bouclier du désert », préparant l'armée américaine à intervenir sur le théâtre irakien.
- 7 août : Déploiement des forces armées américaines en Arabie Saoudite, en vue de la prochaine guerre contre l'Irak.
- 25 août : le Conseil de sécurité de l'ONU vote la résolution 665 autorisant l'usage de la force armée pour faire respecter l'embargo contre l'Irak.
- 24 septembre : Forte hausse du prix du baril de pétrole qui passe les 40 dollars, du fait des tensions au Moyen-Orient. Effondrement des marchés boursiers à Wall Street (- 15,4 %).
- 5 novembre : Vote par les deux chambres du Congrès du Omnibus Budget Reconciliation Act (OBRA90). Il est apparu aux autorités qu'en dépit de la loi Gramm-Rudman-Hollings sur l'équilibre budgétaire, le budget fédéral continuait de souffrir d'un fort déficit. Les lacunes des dispositifs de gestion budgétaire ont contribué à la persistance du déficit, au-delà des dépassements de coûts des programmes scientifiques et environnementaux. De graves déficiences sont dues à l'insuffisance des moyens de contrôle dans deux domaines particuliers : la difficulté d'assurer le respect des objectifs budgétaires énoncés dans la Loi sur l'équilibre budgétaire, et l'augmentation des engagements hors budget qui peuvent en fin de compte avoir des coûts budgétaires considérables. Ce constat a obligé les autorités à réformer en profondeur le processus budgétaire de l'État fédéral. Ainsi, le vote de cette loi tente d'apporter des solutions aux lacunes listées précédemment.
- Le Budget Enforcement Act (loi sur l'application du budget) comporte l'ensemble des dispositions législatives relatives au contrôle parlementaire du budget fédéral.
  - Les dépenses fédérales sont divisées en deux catégories, les dépenses discrétionnaires et les dépenses obligatoires. Les dépenses obligatoires comprennent les programmes sociaux (Medicare, Medicaid, Social Security...) et les dépenses dites "automatiques" ne demandant pas d'ouverture annuelle de crédits par le Congrès. Les dépenses discrétionnaires comprennent la défense, l'éducation et les dépenses intérieures de l'État (justice, investissements publics...).
  - Abandon partiel de la Loi Gramm-Rudman-Hollings sur l'équilibre budgétaire.
  - Des plafonds de dépenses annuels sont fixés chaque année par le Congrès pour les dépenses discrétionnaires et les dépenses obligatoires. Ces plafonds doivent respecter le programme de planification du budget établi sur 5 ans. Des dépassements sont autorisés pour les dépenses dites d'urgence, définies par le Président et approuvées par le Congrès.
  - Tout dépassement du plafond fixé doit être compensé par un allègement d'autres postes de dépenses ou par des relèvements d'impôts (dans le cadre des "stabilisateurs automatiques" par exemple).
  - L'absence de mesures compensatoires entraîne la mise en place d'un "séquestre forfaitaire général" sur les dépenses ne respectant pas le plafond budgétaire. Le montant de dépassement du plafond sera compensé par un abaissement d'un même montant du plafond de dépense de l'exercice suivant.
  - La loi de finances fixe également un objectif de montant maximum du déficit fédéral pour chaque exercice budgétaire. En cas du dépassement de l'objectif, des réductions automatiques de dépenses entre en œuvre pour compenser la différence entre le montant réel et voulu du déficit. Ces réductions portent à 50 % sur les dépenses militaires et à 50 % sur les autres dépenses.
- Nouvelles mesures budgétaires destinées à réduire le déficit budgétaire de 160 milliards de dollars sur 5 ans.
  - Majoration de la fiscalité de 39 milliards de dollars.
    - Création d'une taxe de 30 % sur les produits à haute valeur ajoutée (voiture de luxe, avions...).
    - Augmentation de 10 % des droits d'accise sur le téléphone, l'essence, l'alcool et le tabac, de la taxe aéroportuaire.
    - Relèvement des tranches de l'impôt pour les hauts revenus (de 28 à 31 % et de 21 à 24 %).
    - Augmentation de 5 % des cotisations sociales, et du plafond salarial de Medicare.
    - Hausse de l'impôt sur le capital qui passe à 28 %.

  - Réduction de 19 milliards de dollars des dépenses obligatoires. Le programme Medicare est fortement mis à contribution (pour 14 milliards) avec une diminution des taux de remboursement aux médecins et aux hôpitaux,
  - Coupe de 75 milliards de dollars dans les dépenses discrétionnaires, principalement dans le budget de la défense.
  - Parallèlement, le plafond pour le crédit d'impôt sur les revenus du travail (EITC) est majoré à 120 % du taux de pauvreté.
  - Enfin, la loi prévoit des mesures plus restrictives concernant les émissions des Bons du Trésor par l'État. Elles devraient alléger le remboursement de la dette de 27 milliards de dollars.
    - Freinage des dépenses publiques, principalement par des coupes dans le budget de la défense et du gel de certaines prestations sociales.
- 8 novembre : 500 000 soldats américains déployés dans le Golfe Persique.
- 15 novembre : loi sur la pureté de l’air (Clean Air Act[1])
- 29 novembre : le Conseil de sécurité de l'ONU vote la résolution 678 qui rend légitime l'emploi de la force contre l'Irak, et fixant au 15 janvier 1991, minuit, l'ultimatum après lequel les membres des Nations unies seront habilités à contraindre par la force les troupes irakiennes à évacuer le Koweït occupé.

## Économie et société
- Lois sur la protection des droits des handicapés, sur l’augmentation du nombre des émigrants et sur la réduction du déficit. George H. W. Bush accepte une nouvelle hausse de la fiscalité.
- La population des États-Unis est de 248,7 millions de personnes (9,9 % de plus qu’en 1980).
- Ralentissement de l’activité, résultant du surendettement de l’économie.
- L'important déficit budgétaire hérité des années Reagan oblige le président Bush à accepter une importante hausse de la fiscalité de la part du Congrès démocrate
- Baisse du salaire hebdomadaire moyen : il passe de 300 dollars constants 1982 pendant les années 1970 à 250 dollars dans la première moitié des années 1990. La plupart des emplois créés se font dans les PME qui ne garantissent pas les prestations sociales des grandes entreprises.
- Aggravation du déficit public (5,1 % du PIB)
- 5,5 % de chômeurs

## Culture

### Cinéma

#### Films américains sortis en 1990
- Edward aux mains d'argent

#### Oscars
- Meilleur film :
- Meilleur réalisateur :
- Meilleur acteur :
- Meilleure actrice :
- Meilleur film documentaire :
- Meilleure musique de film :
- Meilleur film en langue étrangère :

## Décès en 1990
- 20 janvier : Barbara Stanwyck, 82 ans, actrice. (° 16 juillet 1907).
- 25 janvier : Ava Gardner, 67 ans, actrice. (° 24 décembre 1922).
- 15 avril : Greta Garbo, 84 ans, actrice américaine, d'origine suédoise. (° 18 septembre 1905).
- 16 avril : Sammy Davis, Jr., 64 ans, chanteur et acteur. (° 8 décembre 1925).
- 17 avril : Ronald Evans, 56 ans, astronaute américain, pilote du dernier vol habité vers la lune Apollo 17. (° 10 novembre 1933).
- 23 avril : Paulette Goddard, 79 ans, actrice. (° 3 juin 1910).